# Scar Symmetry
Scar Symmetry est un groupe de death metal mélodique suédois, originaire d'Avesta, dans le comté de Dalarna. Formé en 2004, le groupe compte six albums, dont sept singles. Ils sont signés au label Nuclear Blast Records.

## Biographie

### Débuts (2004-2005)

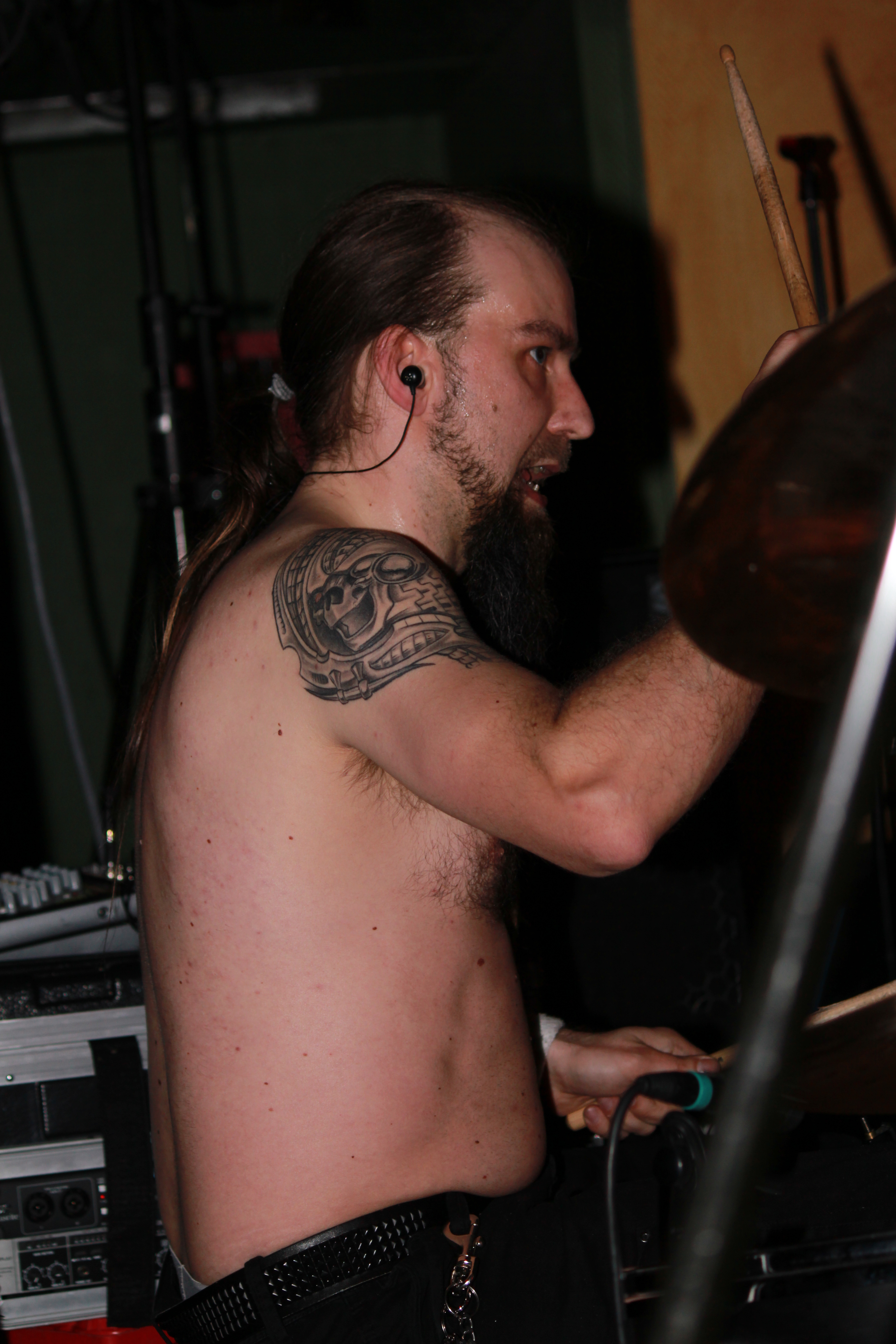
Le batteur Henrik Ohlsson.

Formé en avril 2004, Scar Symmetry se réunit lors d'une session d'enregistrements aux Black Lounge Studios de Jonas Kjellgren par les guitaristes Jonas Kjellgren, Per Nilsson et le batteur Henrik Ohlsson. Le même mois, le chanteur Christian Älvestam et le bassiste Kenneth Seil se joignent au groupe, qui enregistre une démo pour la chanson Seeds of Rebellion qui aide le groupe à se faire signer au label Cold Records (une division de Metal Blade Records),.
En juillet 2005, le groupe entre aux Black Lounge Studios pour commencer l'enregistrement de l'album Symmetric in Design. Sa sortie est suivie par plusieurs festivals en Europe, et quelques tournées avec Soilwork, Hypocrisy, et One Man Army and the Undead Quartet

### Pitch Black Progress(2006-2007)
En juin 2006, le groupe signe un nouveau contrat au label Nuclear Blast Records. Huit mois après la sortie de Symmetric in Design, le groupe enregistre une suite, Pitch Black Progress. Le groupe tourne encore une nouvelle fois, cette fois avec Communic pour la tournée Waves of Pitch Black Decay Tour 2006 en Europe, et en Amérique du Nord avec les pionniers du death metal mélodique  Dark Tranquillity et The Haunted,.
La chanson The Illusionist est diffusée au Headbangers Ball sur MTV2. En septembre 2007, le groupe joue en Amérique du Nord avec Katatonia, Insomnium, et Swallow the Sun, au Live Consternation Tour.

### Holographic Universe(2008-2009)
Le troisième album du groupe, Holographic Universe, est publié le 20 juin 2008. Malgré le bon accueil et le succès du single Morphogenesis, Scar Symmetry ne se lance pas en tournée. Le groupe annonce le 11 septembre 2008 le renvoi du chanteur Christian Älvestam, à cause de conflits créatifs et personnels. Le 6 octobre, ils annoncent le replacement de Christian Älvestam : ils continueront avec deux chanteurs, Roberth Karlsson (grunts et chant clair) et Lars Palmqvist (chant clair et chœurs) et le groupe tourne en soutien du nouvel album en décembre après six mois.

### Dark Matter Dimensions(2009-2010)

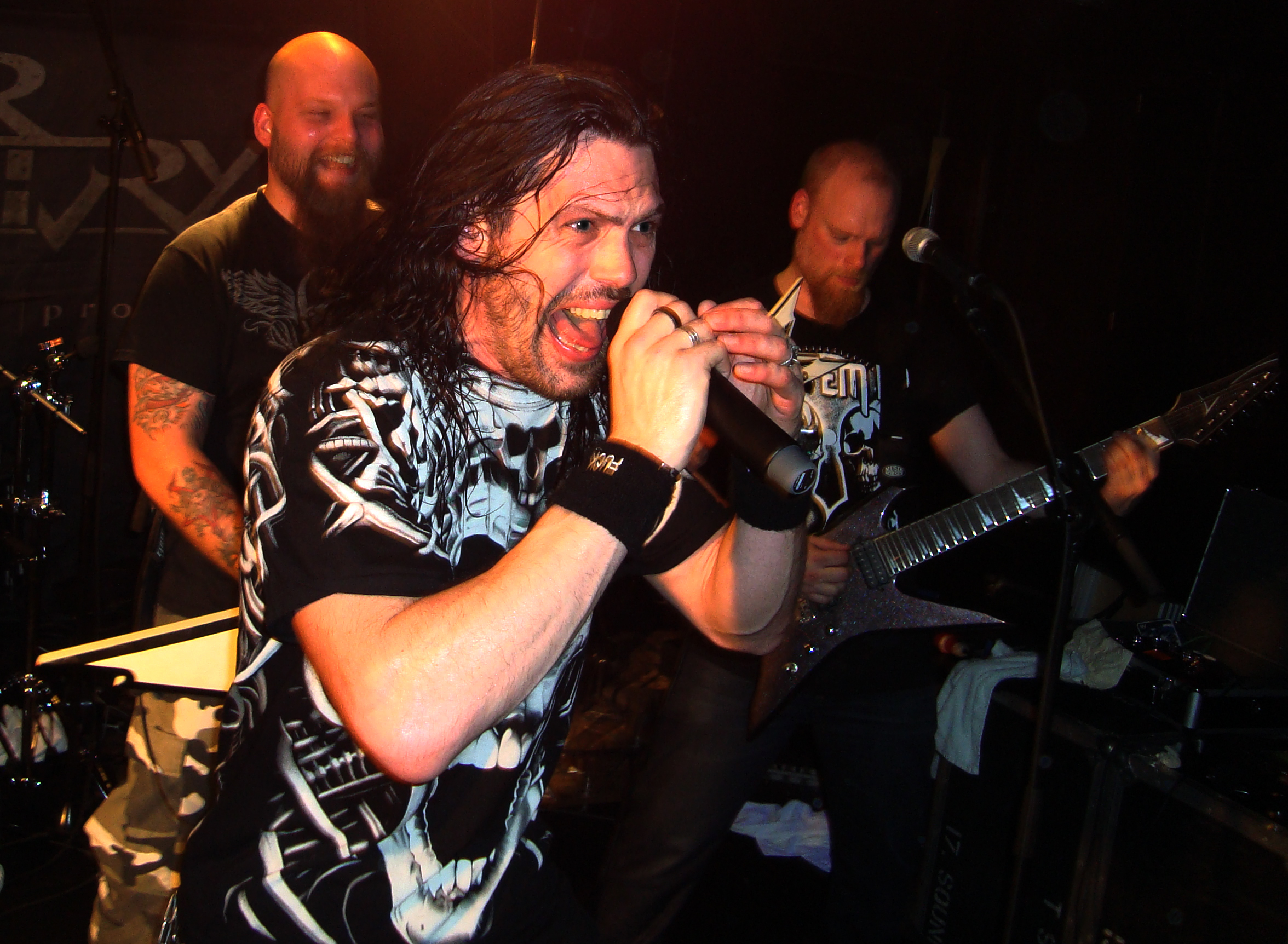
Scar Symmetry à Savesta, Suède, en avril 2010.

Le quatrième album du groupe, Dark Matter Dimensions, est publié le 2 octobre 2009 en Europe, et le 20 octobre 2009 aux États-Unis. Il s'agit du premier album à faire participer les chanteurs Karlsson et Palmqvist. Malgré le remplacement du chanteur, l'album est bien accueilli. Un clip est tourné pour les chansons Noumenon and Phenomenon, Ascension Chamber et The Iconoclast.
En fin octobre 2009, Scar Symmetry prend part à la tournée Neckbreakers Ball avec Behemoth, DevilDriver et Arsis. En février 2010, Scar Symmetry annonce tourner en soutien à Hypocrisy à la tournée A Taste of Extreme Divinity. Vers la fin 2010, ils tournent avec Epica aux États-Unis et au Canada - en commençant par West Springfield, en Virginie, le 16 novembre, et en terminant par Raleigh, en Caroline du Nord, le 18 décembre,.

### The Unseen Empire(2011-2013)
Le cinquième album de Scar Symmetry, The Unseen Empire, est publié le 18 avril 2011 en Europe. Le batteur Henrik Ohlsson explique que le titre de l'album « cherche à montrer la face cachée de l'élite qui tire les ficelles dans l'humanité dans le but de dominer le monde. »  L'album est le mieux vendu en Amérique en une semaine. Il compte 1 500 exemplaires vendus, ce qui l'amène à la 11e place des Billboard Heatseekers. En août 2013, le groupe annonce le départ du guitariste Jonas Kjellgren.

### TrilogieThe Singularity(depuis 2014)
Le 20 janvier 2014, le groupe annonce travailler sur une trilogie d'albums, qui se concentre sur le transhumanisme. La couverture du premier opus, The Singularity (Phase I - Neohumanity), est révélée le même jour, ainsi qu'un clip d'une démo de l'album. Le 9 janvier 2015, Scar Symmetry annonce que Roberth Karlsson aura un enfant, et qu'ils ne tourneront pas avant fin 2015, au plus tôt. Per Nilsson and Henrik Ohlsson écriront entretemps la deuxième phase. Phase II est prévu pour printemps 2017.

## Membres

### Membres actuels
- Per Nilsson - guitare (depuis 2004)
- Kenneth Seil - basse (depuis 2004)
- Henrik Ohlsson - batterie (depuis 2004)
- Roberth Karlsson - chant guttural, chœurs (chœur chant clair) (depuis 2008)
- Lars Palmqvist - chant clair, chœurs (depuis 2008)

### Anciens membres
- Jonas Kjellgren - guitare (2004-2013)
- Christian Älvestam - voix (2004-2008)